# Nordische Skiweltmeisterschaften 1929/Teilnehmer (Italien)
| Goldmedaillen | Silbermedaillen | Bronzemedaillen |
| ------------- | --------------- | --------------- |
| —             | —               | —               |

Italien meldete für die 6. Nordischen Skiweltmeisterschaften, die vom 5. Bis 10. Februar 1929 in Zakopane in Polen stattfanden zwei Teilnehmer, einen Mann und eine Frau.
Der italienische Skiverband entsandte zu den FIS-Rennen in Zakopane seinen aktuellen Meister im Skispringen und der Nordischen Kombination. Vitale Venzi konnte aber sowohl beim Skispringen von der Wielka Krokiew als auch beim Kombinationswettbewerb keine vorderen Plätze erreichen.
Für den, bei den Weltmeisterschaften von Zakopane praktisch als Vorführwettbewerb ausgetragenen Skilanglauf der Frauen über 7 Kilometer, der von der FIS aber nicht ins offizielle Programm aufgenommen wurde, meldete der italienische Skiverband die Skiläuferin und Alpinistin Lea dei Conti Scheibler, eine Nachfahrin des Johann Heinrich Scheibler aus Monschau aus der geadelten Mailändischen Linie der bekannten Unternehmerfamilie Scheibler.
Ebenso wie die beiden bekannten Szapáry-Schwestern zog Scheibler aber aus nicht näher berichteten Gründen kurz vor dem Wettbewerbsstart ihre Nennung zurück.

## Teilnehmer und Ergebnisse

### Männer
| Sportler     | Verein | Skilanglauf 18 km | Skilanglauf 50 km | Skispringen K-60 | N. Komb. 18 km / K-60 | Ski Alpin Abfahrt | Patrouille 28 km |
| ------------ | ------ | ----------------- | ----------------- | ---------------- | --------------------- | ----------------- | ---------------- |
| Vitale Venzi |        | –                 | –                 | 24.              | 37.                   | –                 | –                |

### Frauen
| Sportler      | Verein | Skilanglauf 7 km |
| ------------- | ------ | ---------------- |
| Lea Scheibler |        | DNS              |

## Legende
- DNS = Did not start (nicht gestartet)